# Ice Fall
Ice Fall (с англ. — «Ледопад») — будущий американский триллер режиссёра Штефана Рузовицки по сценарию Джорджа Махаффи. Главные роли в фильме исполнили Юэль Киннаман и Кара Джейд Майерс.

## Сюжет
Молодой охотник арестовывает известного браконьера, но обнаруживает, что тот знает местонахождение самолета с миллионами долларов на борту, потерпевшего крушение в замёрзшем озере. В то же время группа преступников и коррумпированных полицейских узнаёт о местонахождении браконьера, охотник и браконьер объединяются, чтобы дать отпор и сбежать через коварное озеро до того, как растает лёд.

## В ролях
- Юэль Киннаман
- Кара Джейд Майерс
- Дэнни Хьюстон
- Грэм Грин
- Мартин Сенсмайер
- Оливер Тревена
- Девон Никсон

## Производство
О начале работы над фильмом стало известно в ноябре 2023 года. Производством занимается компания Arclight Films. Режиссёром стал Стефан Рузовицки, сценаристом - Джордж Махаффи. Продюсерами также являются компания Top Film.
Главные роли в фильме исполнили Юэль Киннаман и Кара Джейд Майерс. Позднее к актёрскому составу присоединились Дэнни Хьюстон, Грэм Грин, Мартин Сенсмайер, Оливер Тревена и Девон Никсон. Съёмки начались в Болгарии в начале 2024 года. Первые кадры со съёмок были опубликованы в мае 2024 года.